# Lixúri

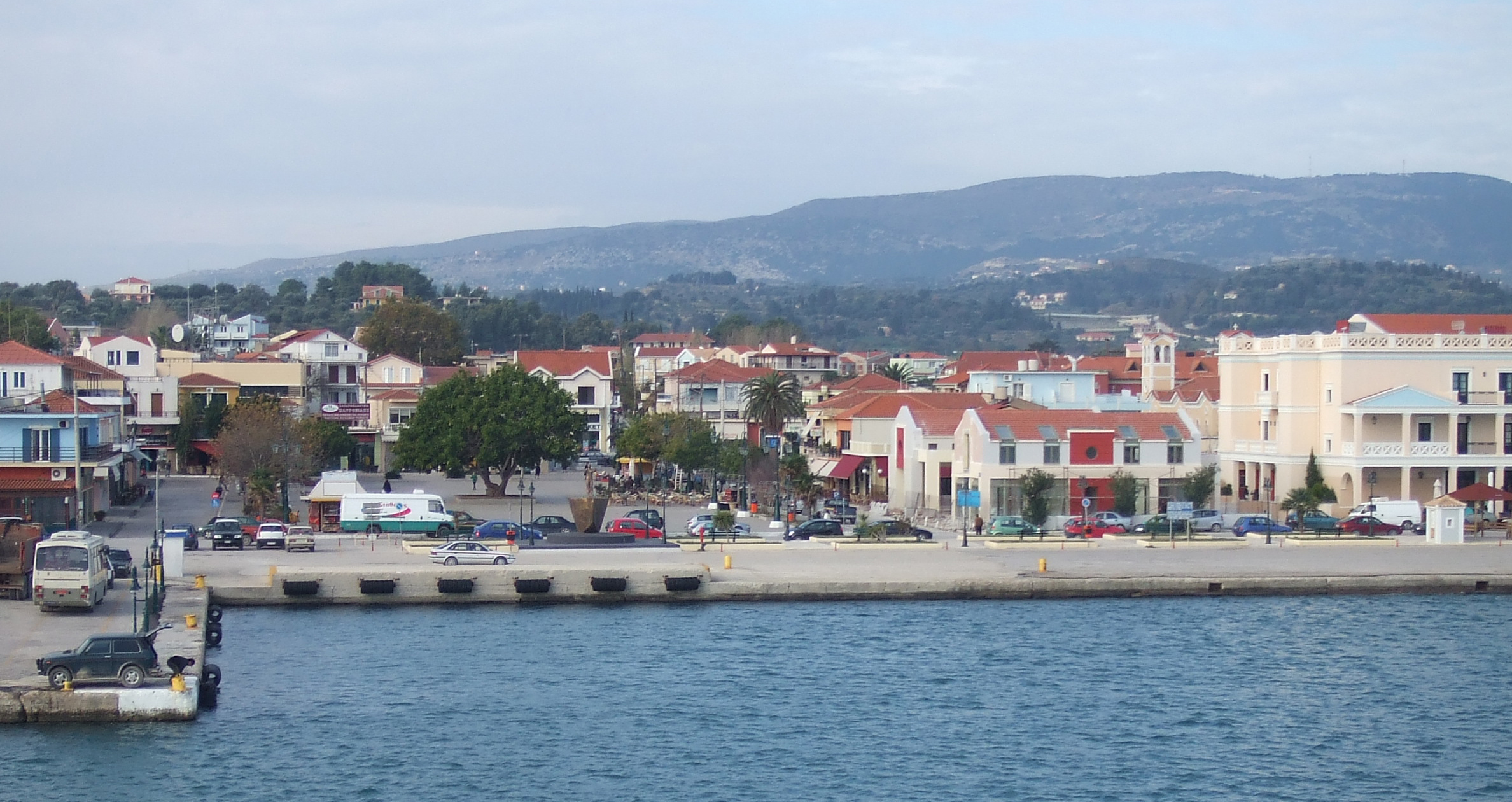
Lixúri (2006)

Lixúri (em grego: Λιξούρι; romaniz.: Lixoúri) é um município situa-se da ilha de Cefalônia na região da Ilhas Jónicas. Com uma população de 9.800 habitantes (2001),  tem uma área de 142 km²